# فریمن (آریزونا)
فریمن (به انگلیسی: Freeman) یک منطقهٔ مسکونی در ایالات متحده آمریکا است که در آریزونا واقع شده‌است. فریمن ۵۴۳ متر بالاتر از سطح دریا واقع شده‌است.